# Dicliptera trifurca
Dicliptera trifurca es una especie de planta floral del género Dicliptera, familia Acanthaceae.
Es nativa de Costa Rica y Panamá.